# Saut à la perche masculin aux Jeux olympiques d'été de 1964
Navigation
Rome 1960 Mexico 1968
L'épreuve du saut à la perche masculin aux Jeux olympiques de 1964 s'est déroulée les 15 et 17 octobre 1964 au Stade olympique national de Tokyo, au Japon.  Elle est remportée par l'Américain Fred Hansen.

## Résultats

### Finale
| Rang               | Athlète               | Pays                       | 4,40 | 4,60 | 4,70 | 4,80 | 4,85 | 4,90 | 4,95 | 5,00 | 5,05 | 5,10 | Marque | Notes |
| ------------------ | --------------------- | -------------------------- | ---- | ---- | ---- | ---- | ---- | ---- | ---- | ---- | ---- | ---- | ------ | ----- |
| Médaille d'or      | Fred Hansen           | États-Unis                 | -    | -    | o    | o    | o    | -    | -    | o    | -    | xxo  | 5,10 m | OR    |
| Médaille d'argent  | Wolfgang Reinhardt    | Équipe unifiée d'Allemagne | xo   | xo   | -    | xo   | -    | xo   | -    | o    | o    | xxx  | 5,05 m |       |
| Médaille de bronze | Klaus Lehnertz        | Équipe unifiée d'Allemagne | o    | o    | o    | o    | o    | o    | xo   | o    | xxx  |      | 5,00 m |       |
| 4                  | Manfred Preußger      | Équipe unifiée d'Allemagne | -    | xxo  | -    | o    | -    | o    | -    | o    | xxx  |      | 5,00 m |       |
| 5                  | Gennadiy Bliznetsov   | Union soviétique           | o    | o    | o    | -    | o    | -    | o    | x--  | xx   |      | 4,95 m |       |
| 6                  | Rudolf Tomášek        | Tchécoslovaquie            | -    | o    | o    | xo   | -    | o    | -    | xx-  | x    |      | 4,90 m |       |
| 7                  | Pentti Nikula         | Finlande                   | xo   | xo   | o    | xxo  | xo   | o    | xxx  |      |      |      | 4,90 m |       |
| 8                  | William Pemelton      | États-Unis                 | -    | -    | o    | o    | xxx  |      |      |      |      |      | 4,80 m |       |
| 9                  | Igor Feld             | Union soviétique           | -    | o    | xxo  | xo   | -    | xxx  |      |      |      |      | 4,80 m |       |
| 10                 | Gerry Moro            | Canada                     | o    | xo   | o    | xxx  |      |      |      |      |      |      | 4,70 m |       |
| 11                 | John Pennel           | États-Unis                 | -    | -    | xo   | -    | xxx  |      |      |      |      |      | 4,70 m |       |
| 12                 | Risto Ankio           | Finlande                   | -    | o    | xo   | xxx  |      |      |      |      |      |      | 4,70 m |       |
| 13                 | Roman Lešek           | Yougoslavie                | o    | xxo  | xo   | xxx  |      |      |      |      |      |      | 4,70 m |       |
| 14                 | Taisto Laitinen       | Finlande                   | o    | o    | xxx  |      |      |      |      |      |      |      | 4,60 m |       |
| 15                 | Sergei Denim          | Union soviétique           | o    | xxx  |      |      |      |      |      |      |      |      | 4,50 m |       |
| 15                 | Hervé d'Encausse      | France                     | o    | xxx  |      |      |      |      |      |      |      |      | 4,50 m |       |
| 15                 | Ignacio Sola          | Espagne                    | o    | xxx  |      |      |      |      |      |      |      |      | 4,50 m |       |
| 18                 | Christos Papanikolaou | Grèce                      | xo   | xxx  |      |      |      |      |      |      |      |      | 4,40 m |       |
| 19                 | Yang Chuan-Kwang      | Taïwan                     | xxx  |      |      |      |      |      |      |      |      |      |        |       |

## Légende
Records et Performances
- AR : Record continental (area record)
- CR : Record des championnats (championship record)
- MR : Record du meeting (meet record)
- NR : Record national (national record)
- OR : Record olympique (olympic record)
- PR : Record paralympique (paralympic record)
- PB : Record personnel (personal best)
- SB : Meilleure performance personnelle de la saison (season's best)
- WL : Meilleure performance mondiale de l'année (world leader)
- WJR : Record du monde junior (world junior record)
- WR : Record du monde (world record)

Circonstances et Conditions
- DNF : N'a pas terminé (did not finish)
- DNS : N'a pas pris le départ (did not start)
- DQ : Disqualification (disqualification)
- NM : Aucun essai valable enregistré (No Mark)
- Q : Qualifié « directement » au prochain tour (ou à la prochaine compétition), lors d'une compétition majeure, grâce au classement ou à la réalisation des minima (automatic qualifier)
- q : Qualifié au prochain tour (ou à la prochaine compétition), lors d'une compétition majeure, grâce au repêchage ou à la réalisation de l'une des meilleures performances parmi celles des « non qualifiés directement » (grâce au meilleur temps ou à la meilleure distance par exemple) (secondary qualifier)